# Natália Alexandrovna Pushkina
Natália Alexandrovna Pushkina (em russo: Наталья Александровна Пушкина; São Petersburgo, 23 de maio de 1836 — Mainz, 14 de maio de 1913) foi uma princesa russa, e esposa morganática do príncipe alemão Nicolau Guilherme de Nassau. Era filha do célebre poeta russo Alexandre Pushkin.

## Família
Natália era filha poeta russo Alexandre Pushkin e de Natália Nikolaevna Goncharova.

## Casamentos e descendência
Natália Pushkina casou-se duas vezes:
- 1853 com Michael Leontievitch Dubelt. Tiveram três filhos:
  - Natália (1854-1925)
  - Leonti (1855-1894)
  - Ana (1861-1919)
- 1 de julho de 1868 com Nicolau Guilherme de Nassau. Tiveram três filhos:

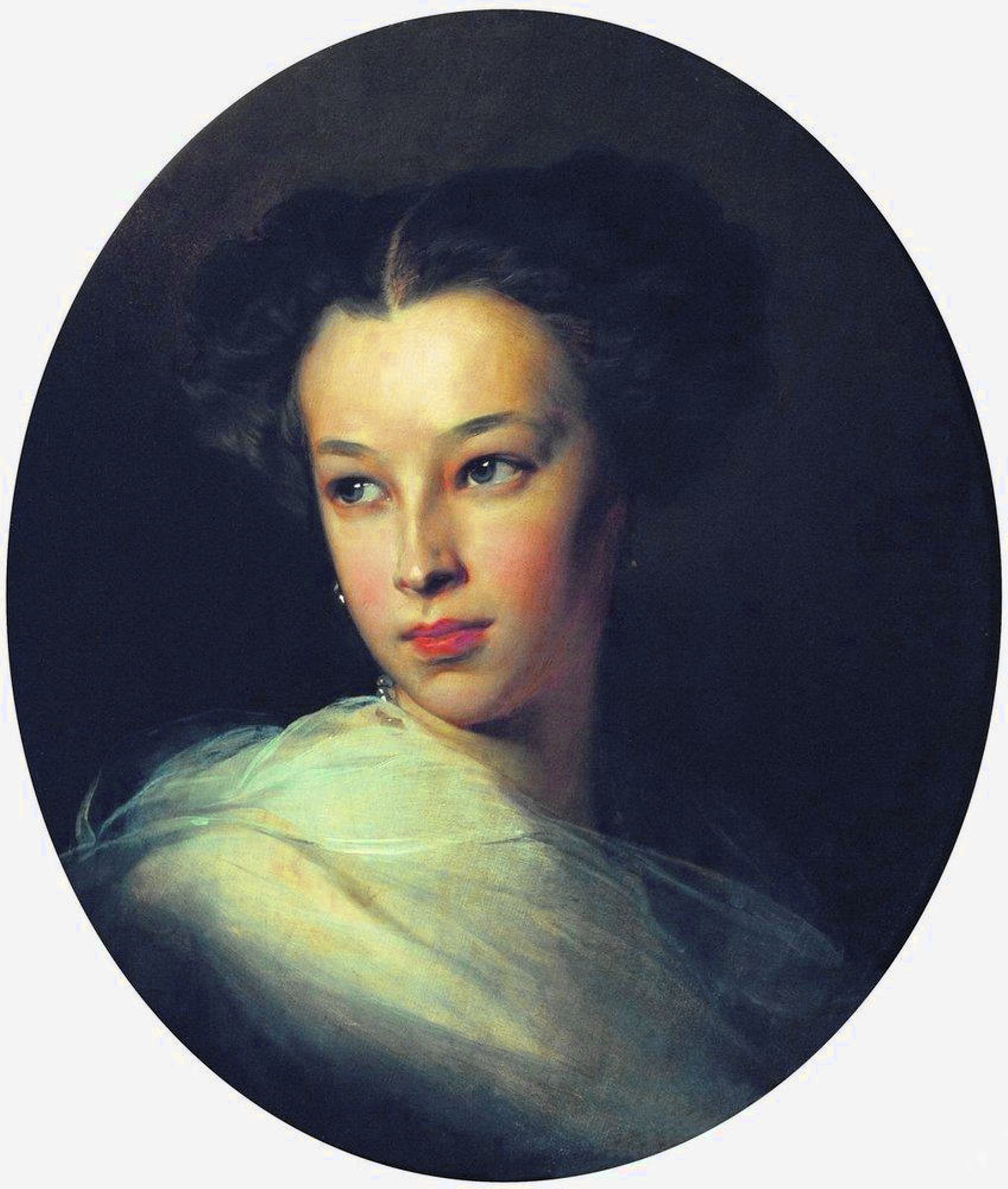
Natália Pushkina, por Ivan Makarov

- Sofia de Merenberg (1 de junho de 1868 - 14 de setembro de 1927), tornada, em 1891, condessa de Torby. Casou-se no dia 26 de fevereiro de 1891 com o grão-duque Miguel Mikhailovich da Rússia. Com descendência.
- Alexandrina de Merenberg (14 de dezembro de 1869 - 29 de setembro de 1950), casada em 1914 com Don Maximo de Elia. Sem descendência.
- Jorge Nicolau de Merenberg (13 de fevereiro de 1871 - 31 de maio de 1948), casado primeiro no dia 12 de maio]] de 1895 com a princesa Olga Alexandrovna Yurievskaya, filha do czar Alexandre II da Rússia e da sua segunda esposa, a princesa Catarina Mikhailovna Dolgorukova, com descendência. Casou-se pela segunda vez no dia 2 de janeiro de 1930 com Adelheid Moran-Brambeer.

- Este artigo foi inicialmente traduzido, total ou parcialmente, do artigo da Wikipédia em italiano cujo título é «Natal'ja Aleksandrovna Puškina», especificamente desta versão.